# German Open 2018 - Doppio
Ivan Dodig e Mate Pavić erano i detentori del titolo, ma hanno scelto di non partecipare insieme quest'anno. Dodig ha fatto coppia con Jean-Julien Rojer, ma i due hanno perso ai quarti di finale contro Ben McLachlan e Jan-Lennard Struff; Pavić ha fatto coppia con Oliver Marach, ma i due hanno perso in finale contro Julio Peralta e Horacio Zeballos con il punteggio di 6-1, 4-6, [10-6].

## Teste di serie
1. Oliver Marach /  Mate Pavić (finale)
2. Ivan Dodig /  Jean-Julien Rojer (quarti di finale)

1. Nikola Mektić /  Alexander Peya (primo turno)
2. Pablo Cuevas /  Marc López (quarti di finale)

## Qualificati
1. Martin Kližan /  Jozef Kovalík (primo turno)

## Wildcard
1. Jürgen Melzer /  Dominic Thiem (primo turno)

1. Philipp Petzschner /  Tim Pütz (primo turno)

## Tabellone

### Legenda
| - Q = Qualificato - WC = Wild card - LL = Lucky loser | - ALT = Alternate - SE = Special Exempt - PR = Protected Ranking | - w/o = Walkover - r = Ritirato - d = Squalificato |

|  | Primo turno              | Primo turno                    | Primo turno              | Primo turno | Primo turno |  |  | Quarti di finale        | Quarti di finale         | Quarti di finale        | Quarti di finale       | Quarti di finale |   |     | Semifinali           | Semifinali           | Semifinali | Semifinali           | Semifinali |   |      | Finale | Finale | Finale | Finale | Finale |  |
|  |                          |                                |                          |             |             |  |  |                         |                          |                         |                        |                  |   |     |                      |                      |            |                      |            |   |      |        |        |        |        |        |  |
|  | 1                        | O Marach M Pavić               | O Marach M Pavić         | 6           | 6           |  |  |                         |                          |                         |                        |                  |   |     |                      |                      |            |                      |            |   |      |        |        |        |        |        |  |
|  |                          | L Mayer D Schwartzman          | L Mayer D Schwartzman    | 3           | 4           |  |  | 1                       | O Marach M Pavić         | 4                       | 7                      | [10]             |   |     |                      |                      |            |                      |            |   |      |        |        |        |        |        |  |
|  | B Paire É Roger-Vasselin | B Paire É Roger-Vasselin       | B Paire É Roger-Vasselin | 7           | 6           |  |  |                         | B Paire É Roger-Vasselin | 6                       | 63                     | [7]              |   |     |                      |                      |            |                      |            |   |      |        |        |        |        |        |  |
|  | D Inglot F Škugor        | D Inglot F Škugor              | D Inglot F Škugor        | 5           | 2           |  |  |                         |                          |                         |                        |                  |   |     | 1                    | O Marach M Pavić     | 2          | 6                    | [10]       |   |      |        |        |        |        |        |  |
|  | 3                        | N Mektić A Peya                | N Mektić A Peya          | 4           | 5           |  |  |                         |                          |                         | M Daniell W Koolhof    | 6                | 4 | [7] |                      |                      |            |                      |            |   |      |        |        |        |        |        |  |
|  |                          | D Marrero A-u-H Qureshi        | D Marrero A-u-H Qureshi  | 6           | 7           |  |  | D Marrero A-u-H Qureshi | D Marrero A-u-H Qureshi  | D Marrero A-u-H Qureshi | 1                      | 2                |   |     |                      |                      |            |                      |            |   |      |        |        |        |        |        |  |
|  | M Mirny P Oswald         | M Mirny P Oswald               | 7                        | 4           | [5]         |  |  | M Daniell W Koolhof     | M Daniell W Koolhof      | M Daniell W Koolhof     | 6                      | 6                |   |     |                      |                      |            |                      |            |   |      |        |        |        |        |        |  |
|  | M Daniell W Koolhof      | M Daniell W Koolhof            | 64                       | 6           | [10]        |  |  |                         |                          |                         |                        |                  |   |     | 1                    | O Marach M Pavić     | 1          | 6                    | [6]        |   |      |        |        |        |        |        |  |
|  | Q                        | M Kližan J Kovalík             | 2                        | 7           | [4]         |  |  |                         |                          |                         |                        |                  |   |     |                      |                      |            | J Peralta H Zeballos | 6          | 4 | [10] |        |        |        |        |        |  |
|  |                          | J Peralta H Zeballos           | 6                        | 65          | [10]        |  |  |                         | J Peralta H Zeballos     | 610                     | 6                      | [10]             |   |     |                      |                      |            |                      |            |   |      |        |        |        |        |        |  |
|  | WC                       | P Petzschner T Pütz            | P Petzschner T Pütz      | 4           | 1           |  |  | 4                       | P Cuevas M López         | 7                       | 4                      | [8]              |   |     |                      |                      |            |                      |            |   |      |        |        |        |        |        |  |
|  | 4                        | P Cuevas M López               | P Cuevas M López         | 6           | 6           |  |  |                         |                          |                         |                        |                  |   |     | J Peralta H Zeballos | J Peralta H Zeballos | 4          | 7                    | [10]       |   |      |        |        |        |        |        |  |
|  | WC                       | J Melzer D Thiem               | J Melzer D Thiem         | 65          | 64          |  |  |                         |                          | B McLachlan J-L Struff  | B McLachlan J-L Struff | 6                | 5 | [7] |                      |                      |            |                      |            |   |      |        |        |        |        |        |  |
|  |                          | B McLachlan J-L Struff         | B McLachlan J-L Struff   | 7           | 7           |  |  |                         | B McLachlan J-L Struff   | 612                     | 6                      | [10]             |   |     |                      |                      |            |                      |            |   |      |        |        |        |        |        |  |
|  |                          | D Džumhur H Podlipnik-Castillo | 6                        | 3           | [4]         |  |  | 2                       | I Dodig J-J Rojer        | 7                       | 1                      | [8]              |   |     |                      |                      |            |                      |            |   |      |        |        |        |        |        |  |
|  | 2                        | I Dodig J-J Rojer              | 4                        | 6           | [10]        |  |  |                         |                          |                         |                        |                  |   |     |                      |                      |            |                      |            |   |      |        |        |        |        |        |  |

## Qualificazione

### Teste di serie
1. Nicolás Jarry /  Maximilian Marterer (ultimo turno)

1. Andre Begemann /  Florin Mergea (primo turno)

### Qualificati
1. Martin Kližan /  Jozef Kovalík

### Tabellone qualificazioni
|  | Primo turno | Primo turno                       | Primo turno                       | Primo turno | Primo turno |  |  | Ultimo turno | Ultimo turno                      | Ultimo turno                      | Ultimo turno | Ultimo turno |  |
|  |             |                                   |                                   |             |             |  |  |              |                                   |                                   |              |              |  |
|  | 1           | Nicolás Jarry Maximilian Marterer | Nicolás Jarry Maximilian Marterer | 6           | 6           |  |  |              |                                   |                                   |              |              |  |
|  | Alt         | Tobias Kamke George von Massow    | Tobias Kamke George von Massow    | 3           | 3           |  |  | 1            | Nicolás Jarry Maximilian Marterer | Nicolás Jarry Maximilian Marterer | 4            | 0            |  |
|  |             | Martin Kližan Jozef Kovalík       | 7                                 | 65          | [11]        |  |  |              | Martin Kližan Jozef Kovalík       | Martin Kližan Jozef Kovalík       | 6            | 6            |  |
|  | 2/WC        | Andre Begemann Florin Mergea      | 64                                | 7           | [9]         |  |  |              |                                   |                                   |              |              |  |